# Chiroka laka
Chiroka laka (en bulgare : Широка лъка, translittération scientifique internationale Široka lăka) est un village des Rhodopes, dans le sud de la Bulgarie. Il se trouve dans l’oblast de Smoljan, obština de Smoljan, à 26 km au nord-ouest de la ville de Smoljan, à environ 22 km au sud-est de la ville de Devin.

## Géographie
Le village, surtout composé de bâtiments dans le style de la Renaissance bulgare, est classé « réserve architecturale ». Son nom vient de l’ancien bulgare lăka qui signifie « méandre » et, par extension, « prairie fluviale » et peut donc être traduit par « large méandre » ou « large prairie au bord de la rivière », et fait donc référence à la rivière Širokalăška reka (en bulgare : Широколъшка река) sur laquelle est situé le village.

## Culture et monuments
Parmi les monuments touristiques du village, il faut mentionner l’église Notre-Dame (Sveta Bogorodica), construite en 1834, dont l’iconostase est particulièrement remarquable. On suppose qu’elle a été peinte par des élèves des frères Dimităr et Zaharij Zograf de Samokov, voire par les maîtres eux-mêmes. Le village est également très connu en Bulgarie comme berceau de la musique traditionnelle des Rhodopes, par ses chants accompagnés à la kaba gajda (sorte de cornemuse). De nombreux virtuoses du style des Rhodopes, tant chanteurs que joueurs de gajda, sont nés à Široka lăka, et cette tradition s'est poursuivie jusqu'à aujourd'hui. Une école publique secondaire de musique traditionnelle (Nacionalno učilište za folklorni izkustva “Široka lăka”, École nationale d’arts folkloriques « Široka Lăka », NUFI), créée en 1972, matérialise la place exceptionnelle du village dans la musique traditionnelle de cette région de Bulgarie.
Le village est connu pour ses maisons typiques dans le style montagnard des Rhodopes, disposées en gradins sur les deux rives de la Širokalăška reka. Les maisons construites par les maîtres locaux ont en général deux étages et présentent des oriels. Les intérieurs se caractérisent par des armoires intégrées. Les maisons disposent d'une cave de petite dimension, comportant une cachette. D’épais murs blanchis à la chaux dissimulent la cour intérieure des regards extérieurs. Celle-ci est de dimensions modestes et couverte, avec une fontaine au milieu. Parmi les maisons les plus connues, on notera celle des familles Zgurov, Učikov et Grigorov.
Široka lăka est un des hauts lieux du tourisme de randonnée dans les Rhodopes et propose de nombreuses auberges aux touristes.

## Histoire

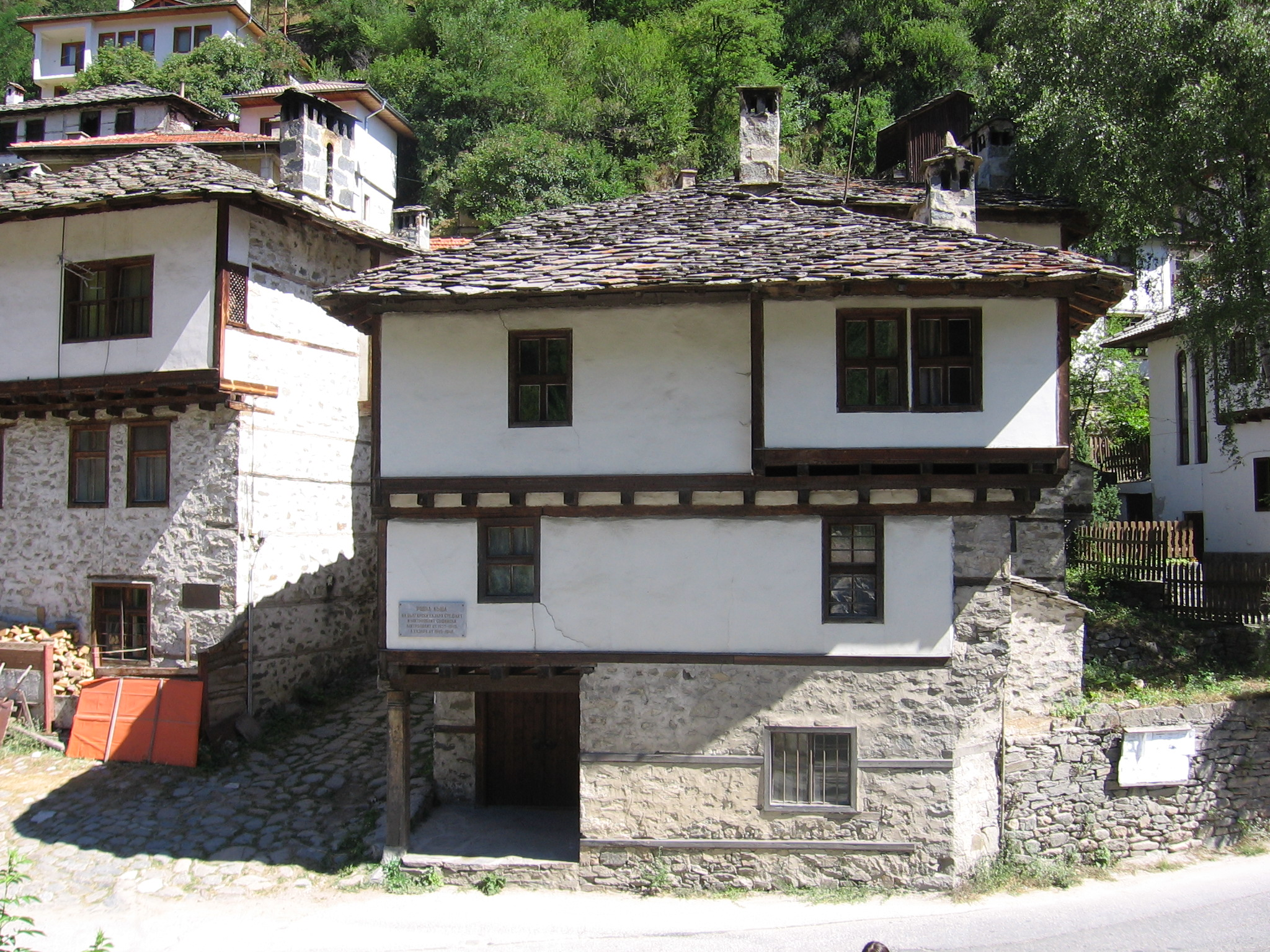
La maison de l’exarque Stéphane Ier

La religion majoritaire du village est traditionnellement le christianisme orthodoxe. En effet, le village a été fondé au XVIIe siècle par des Bulgares chrétiens fuyant la politique d’islamisation forcée menée par le pouvoir ottoman dans certaines régions des Rhodopes.
Široka lăka est le lieu de naissance de l'exarque Stéphane Ier (1878-1957), homme d’Église et théologien bulgare surtout connu pour son rôle dans le sauvetage des juifs bulgares pendant la Seconde Guerre mondiale. Au cours de sa session du 19 novembre 2001, le Mémorial de Yad Vashem lui a décerné le titre de « Juste parmi les nations », pour le rôle qu’il joua en 1943. En 2003, lors de la commémoration du 125e anniversaire de Stéphane Ier, un monument a été inauguré en son honneur, composé d’un buste et d’une plaque. L’inauguration a eu lieu en présence de l’ambassadeur d’Israël en Bulgarie, Avram Sharon. La čitalište (bibliothèque et centre culturel) de Široka lăka porte également le nom de Stéphane Ier.

## Événements
Chaque premier dimanche de mars se déroule l’une des fêtes de kukeri (sorte de carnaval propre à la Bulgarie) les plus connues du pays, qui porte à Široka lăka le nom de « Pesponedelnik » .

## Galerie

Photos de Široka lăka
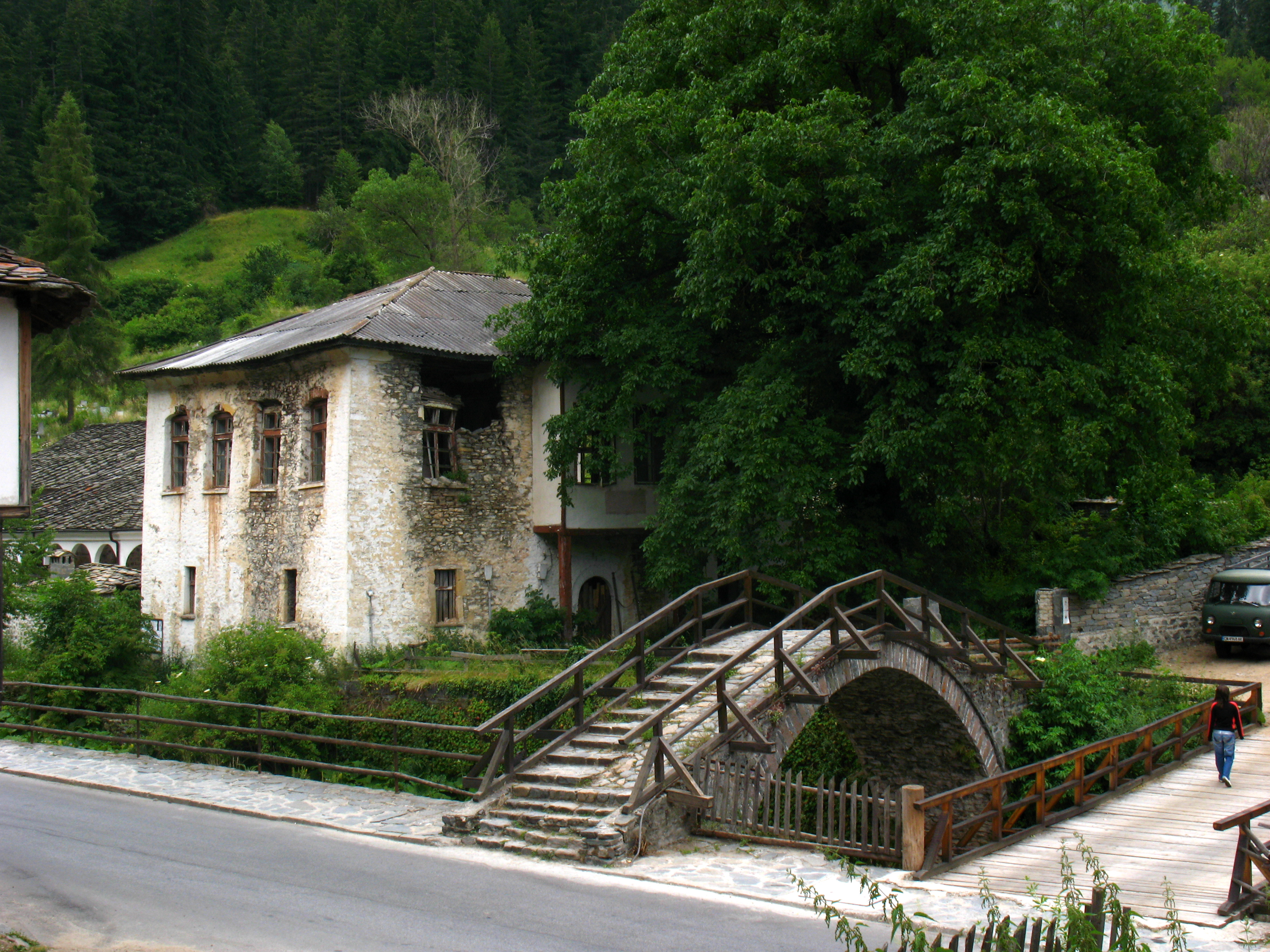
Pont romain à Široka lăka
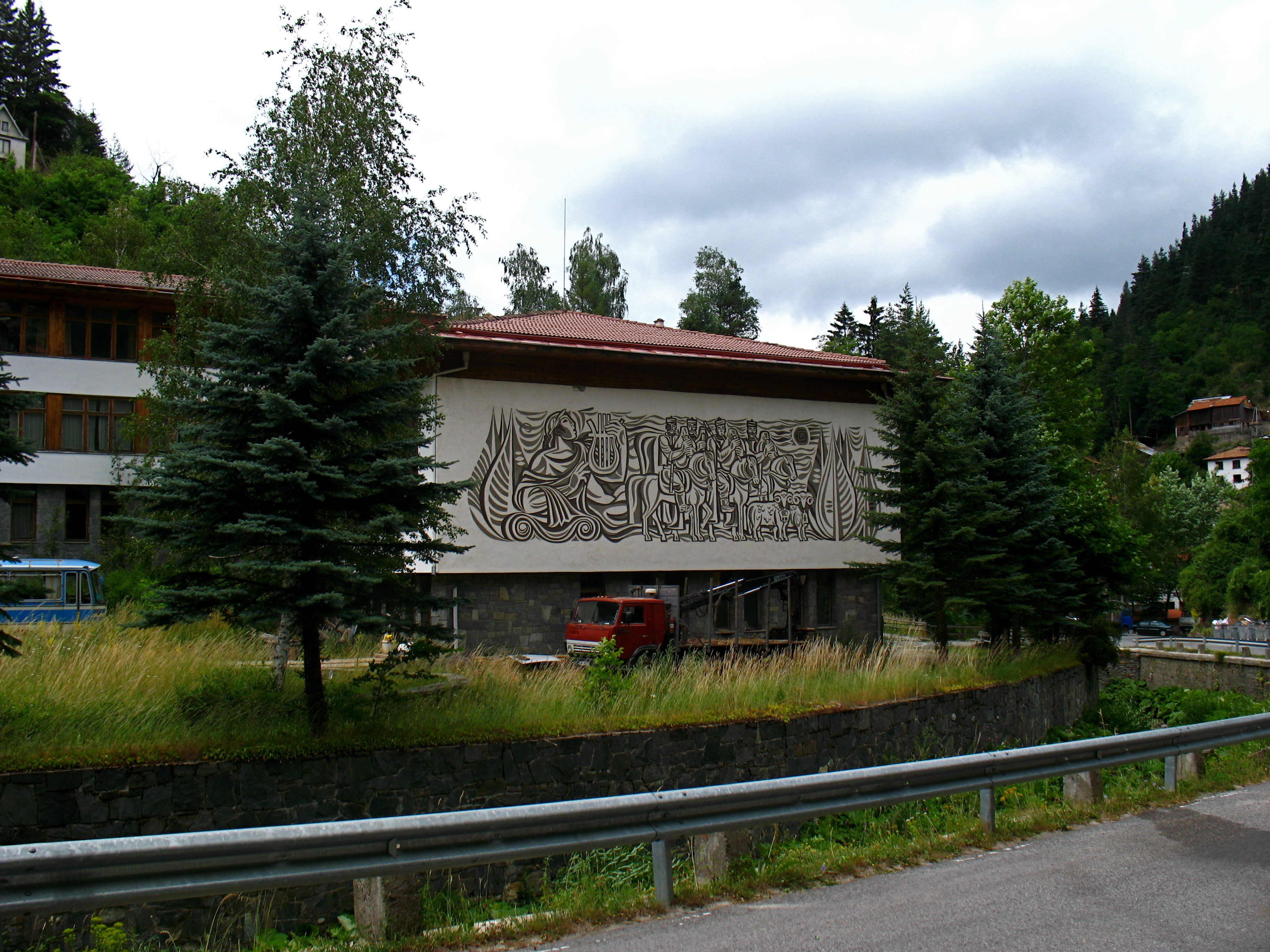
École nationale d’arts folkloriques « Široka lăka » (NUFI)
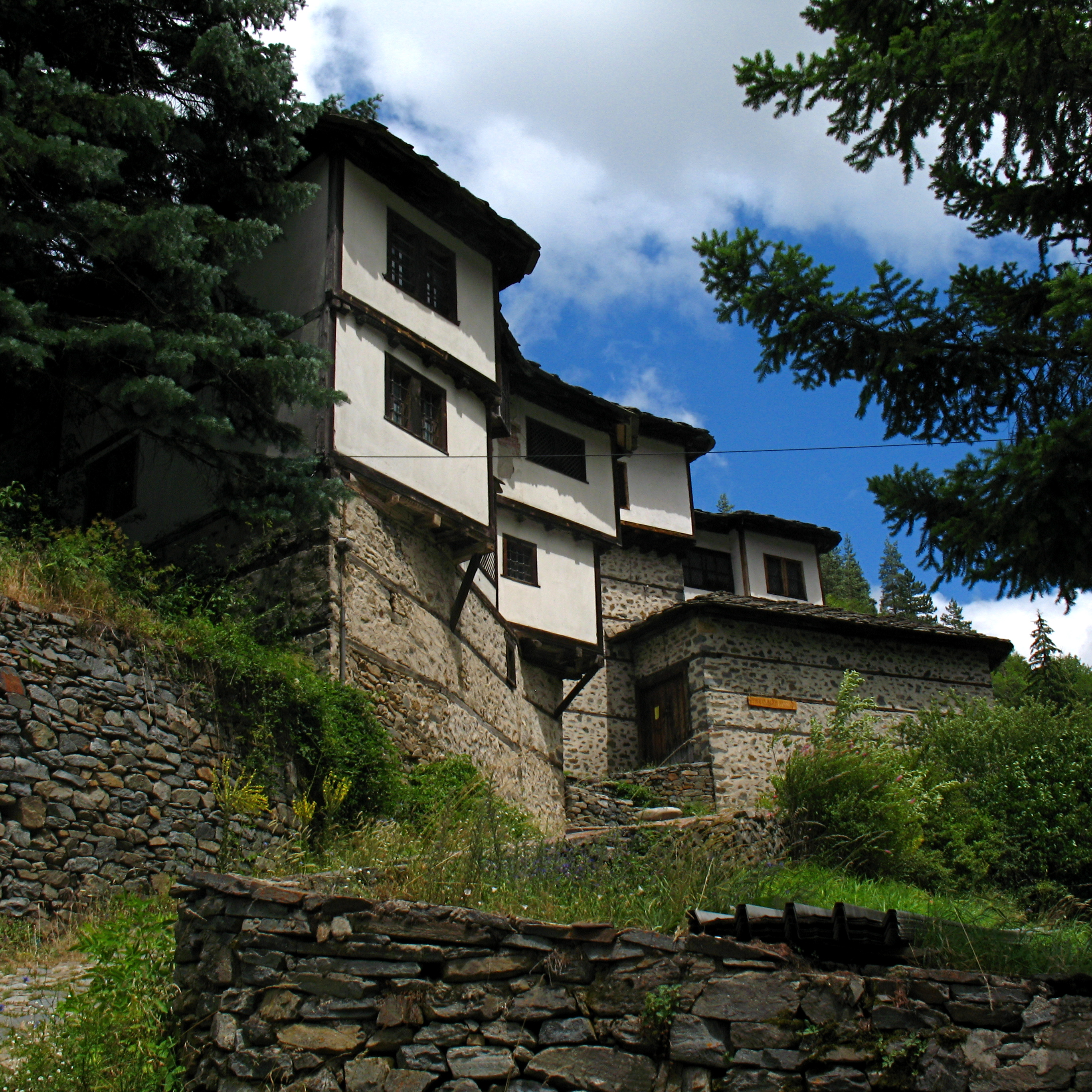
Musée ethnographique de Široka lăka
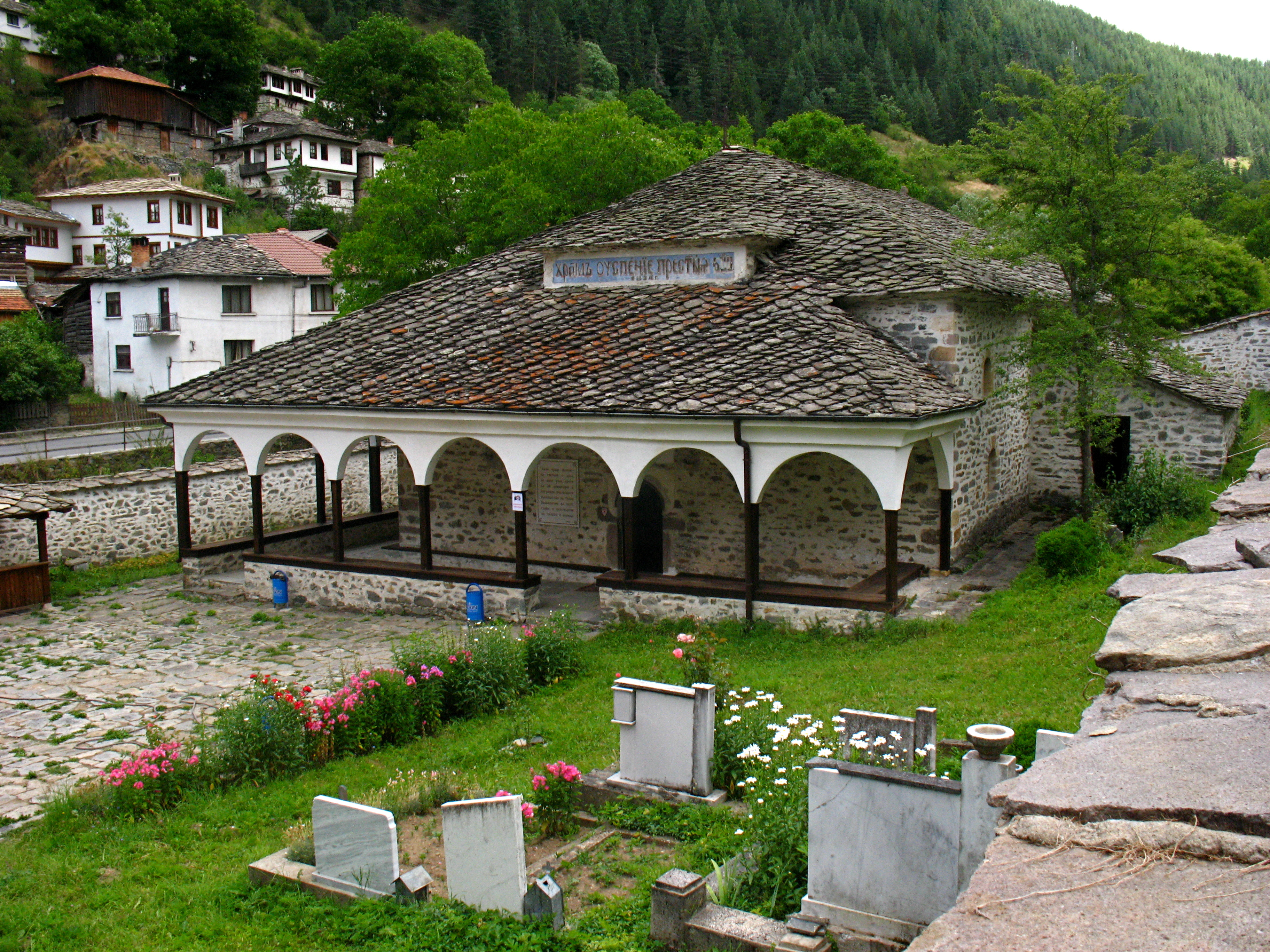
Église Notre-Dame de l’Assomption (Uspenie Bogorodično)
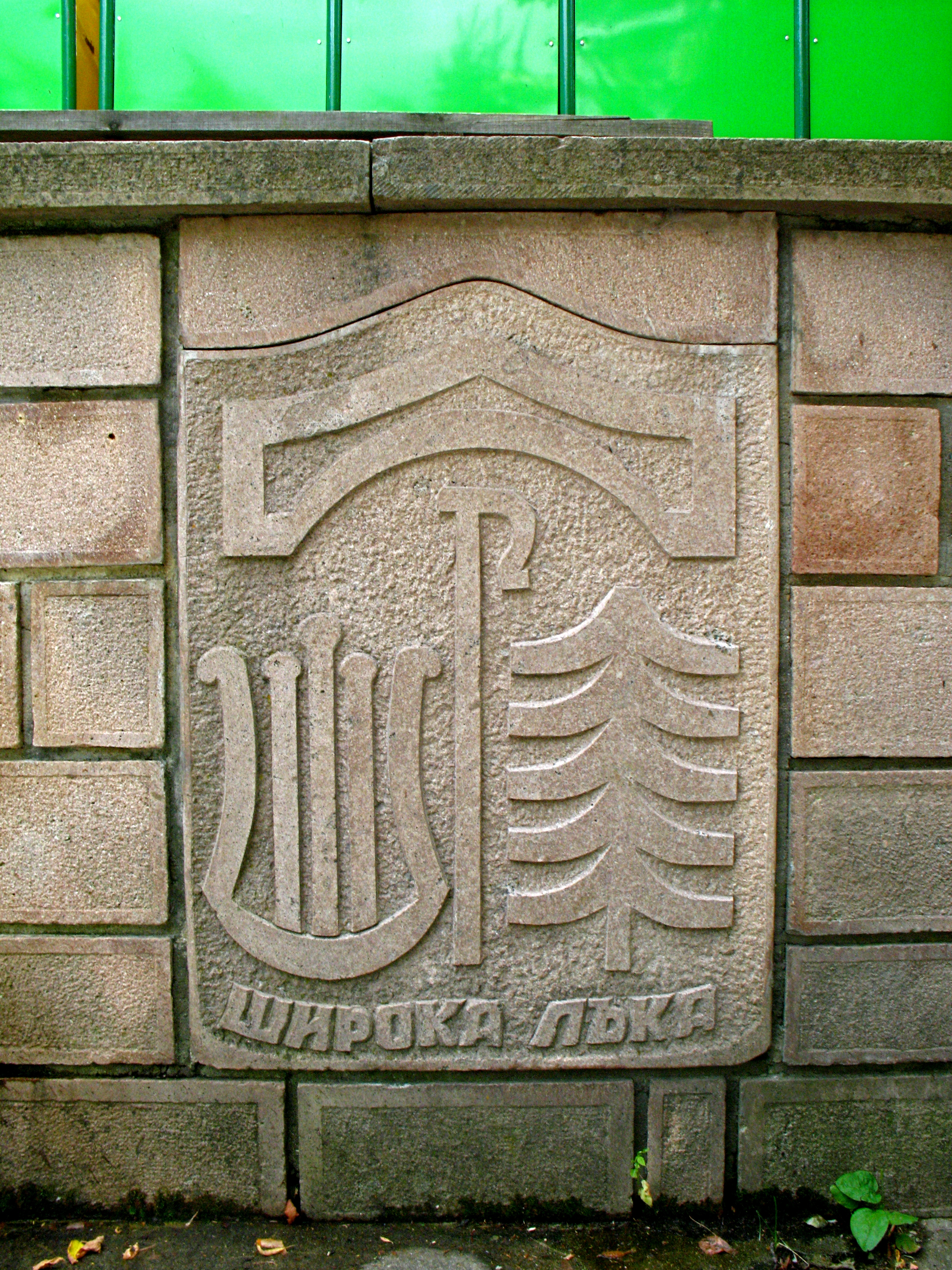
Blason du village
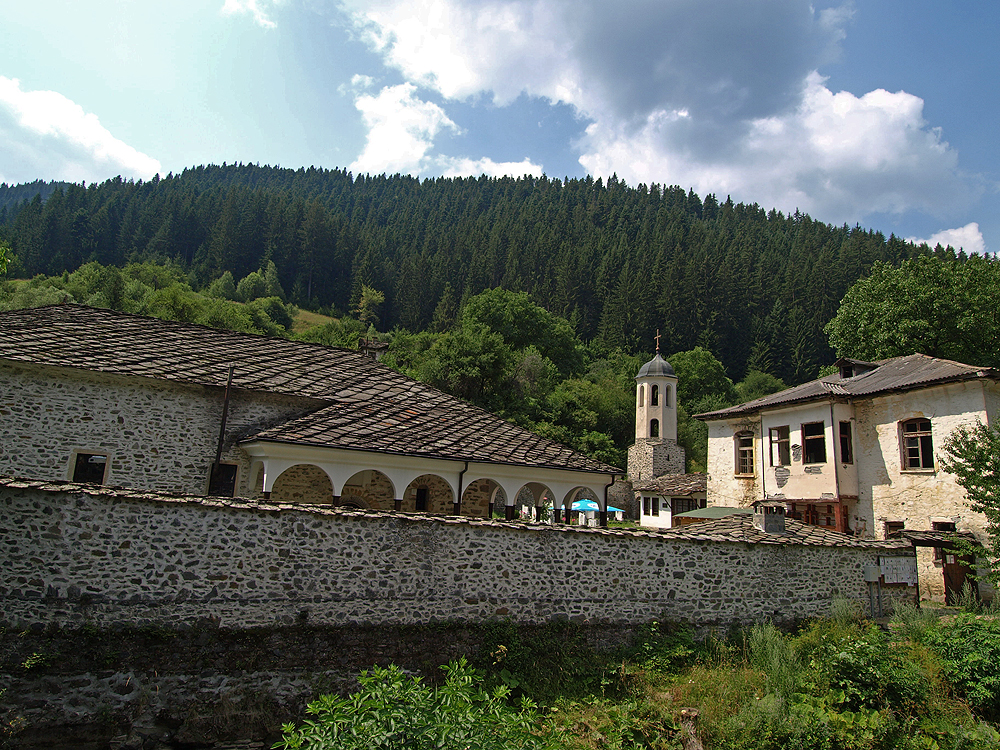
L'église Notre-Dame et l'école paroissiale Saint-Pantaleïmon
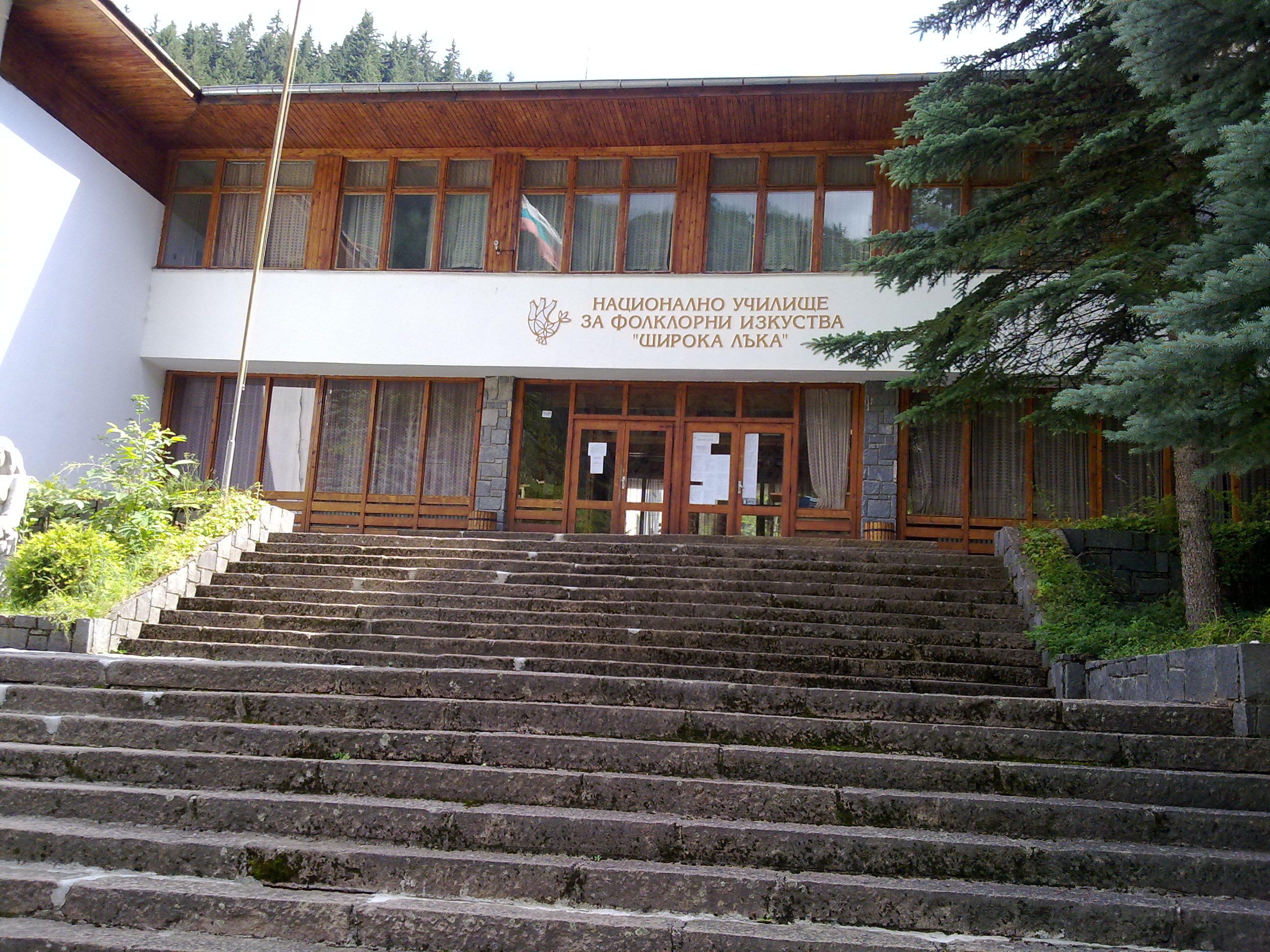
École nationale d’arts folkloriques (NUFI)